# 3060 Delcano
3060 Delcano је астероид главног астероидног појаса са средњом удаљеношћу од Сунца која износи 2,277 астрономских јединица (АЈ).
Апсолутна магнитуда астероида је 13,4.